# Šljivovac, Kragujevac
Šljivovac (izvirno srbsko Шљивовац) je naselje v Srbiji, ki upravno spada pod mesto Kragujevac; slednje pa je del Šumadijskega upravnega okraja.

## Demografija
V naselju živi 424 polnoletnih prebivalcev, pri čemer je njihova povprečna starost 46,5 let (44,8 pri moških in 48,5 pri ženskah). Naselje ima 159 gospodinjstev, pri čemer je povprečno število članov na gospodinjstvo 3,10.
|  |

| Demografija | Demografija     | Demografija     |
| Leto        | Št. prebivalcev | Št. prebivalcev |
| ----------- | --------------- | --------------- |
|             |                 |                 |
|             |                 |                 |
|             |                 |                 |
|             |                 |                 |
| 1948        | 886             |                 |
| 1953        | 859             |                 |
| 1961        | 813             |                 |
| 1971        | 670             |                 |
| 1981        | 634             |                 |
| 1991        | 567             | 555             |
| 2002        | 500             | 493             |
|             |                 |                 |

| Etnična sestava po popisu iz leta 2002 | Etnična sestava po popisu iz leta 2002 | Etnična sestava po popisu iz leta 2002 | Etnična sestava po popisu iz leta 2002 | Etnična sestava po popisu iz leta 2002 |
| -------------------------------------- | -------------------------------------- | -------------------------------------- | -------------------------------------- | -------------------------------------- |
| Srbi                                   | Srbi                                   |                                        | 491                                    | 99,59%                                 |
| Neznano                                | Neznano                                |                                        | 1                                      | 0,20%                                  |